# 3648 Раффінетті
3648 Раффінетті (3648 Raffinetti) — астероїд головного поясу, відкритий 24 квітня 1957 року.
Тіссеранів параметр щодо Юпітера — 3,495.